# 마루 요시히로
마루 요시히로(일본어: 丸 佳浩, 1989년 4월 11일 ~ )는 일본의 프로 야구 선수이며, 현재 센트럴 리그인 요미우리 자이언츠의 소속 선수(외야수)이다. 지바현 가쓰우라시 출신이다.

## 인물

### 프로 입단 전
초등학교 3학년 때부터 소프트볼을 시작했다. 가쓰우라 시립 가쓰우라 중학교 시절에는 연식야구로 투수와 유격수를 겸임했다. 고등학교는 지바 경제 대학 부속 고등학교에 진학했는데 2006년에 열린 하계 고시엔 대회(제88회 전국 고등학교 야구 선수권 대회)에서는 2학년이면서도 3번·우익수로서 출전해 1차전 상대인 야에야마 상공고등학교와 맞대결을 펼쳤다. 연장전까지 접전 끝에 팀은 졌지만 에이스인 오미네 유타로부터 안타를 기록하고 했다.
고등학교 시절의 마지막 1년은 어깨와 정신적인 강인함이 좋은 평가를 받아서 투수로 전향한 후 팀의 에이스로서 팀을 이끌었다. 간토 대회를 제패하면서 지바 경제 대학 부속 고등학교는 처음으로 선발 대회에 출전을 이루게 됐다. 그해 춘계 선발 대회(제79회 선발 고등학교 야구 대회)에서는 2차전에 진출했지만 후지무라 다이스케가 소속된 구마모토 공업고등학교와의 경기에서 연장전까지 접전 끝에 팀은 패했다.
2007년 고교생 드래프트에서 히로시마 도요 카프로부터 3순위 지명을 받아서 계약금 4,000만 엔과 연봉 500만 엔(추정치)로 입단 계약을 맺었다. 등번호는 ‘63’으로 배정됐고 프로 입단 후에는 야수에 전념하겠다고 공언했다.

### 프로 입단 후

#### 2008년 ~ 2010년
입단 1년차 봄에는 노로바이러스 감염과 휘어지는 손톱 때문에 우여곡절을 겪었고 가을에는 왼쪽 팔꿈치 통증 등의 숱한 부상에 시달려야만 했다. 6월부터는 타격 실력으로 2군의 상위 타선과 팀의 중심축을 맡으면서 6월의 웨스턴 리그 월간 MVP를 수상했다. 고졸 신인 선수의 웨스턴 리그 월간 MVP를 수상한 사례는 처음이다. 8월에는 프레시 올스타전에도 출장했다.
3년째가 되는 2010년에 웨스턴 리그 104경기 가운데 92경기에 출전했고 타율 2할 7푼 7리(311타수 86안타, 팀 수위 타자로 리그 7위), 4홈런, 30타점, 21개의 도루를 기록하는 좋은 성적을 남겼다. 9월 11일에는 처음으로 1군에 승격됐고 9월 21일 도쿄 야쿠르트 스왈로스와의 경기에서 프로 데뷔 첫 안타와 첫 타점을 동시에 기록했다.

#### 2011년
이듬해 4월 19일 요코하마 베이스타스와의 경기에서 오카 도모카즈로부터 프로 첫 홈런을 때려내 4월 21일 요코하마와의 경기에서 홈런을 포함한 4안타, 3타점의 활약을 보였다. 이후 131경기에 출전하여 주로 중견수나 우익수로서 기용돼 1군에 정착하는 비약적인 시즌을 보냈다.

#### 2012년
3월 19일에 중학교 1학년 때부터 교제해 온 동급생과 결혼하는 것을 발표했다. 그 해에는 시즌 전반기에 기대 이하의 부진도 있어 시즌 종반에는 작년보다 약간의 타율을 올렸지만 106경기에 출전하여 출전 경기 수가 감소됐다.

#### 2013년

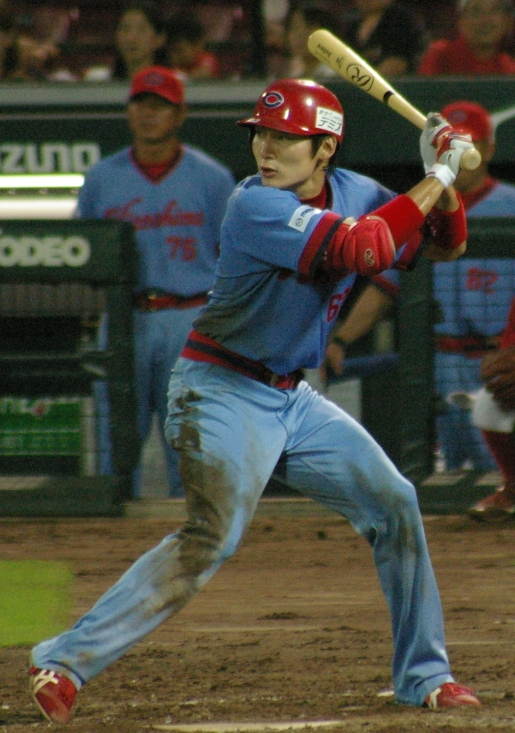
타석에서의 마루 요시히로(2011년 8월 25일, 마쓰다 스타디움)

개막전에서는 2번·중견수로서 선발 출전한 데 이어 정규 시즌 내내 거의 모든 경기에서 선발 출전했다. 시즌 초반에는 타율 4할 대를 기록하면서 빠른 발을 활용해 장타를 날리는 배팅 스타일을 마음껏 발휘했다. 전반기 종료 시점에서 타율은 팀내 1위를 기록했다. 8월 2일 야쿠르트와의 경기(메이지 진구 야구장)에서의 5회초에 오른쪽 방향으로 때려낸 큰 타구가 펜스에 맞아 세차게 되튕겨진 틈을 타서 재빠르게 홈으로 질주해 런닝 홈런을 달성했다.
히로시마 평화기념일인 8월 6일에 홈구장 히로시마에서 열린 한신 타이거스와의 경기(MAZDA Zoom-Zoom 스타디움 히로시마)에서는 0대 0의 상황이던 9회말에 끝내기 승리를 결정짓는 희생 플라이를 때려냈다. 그 해에는 타율 2할 7푼 3리, 14개의 홈런을 기록했을 뿐만 아니라 도루에서도 29개를 기록하는 등 센트럴 리그 도루왕을 석권하는 등 개인 최고 성적을 올렸다. 11월에는 중화민국에서 개최된 ‘2013 BASEBALL CHALLENGE 일본 vs 중화 타이베이’의 일본 대표팀 선수로 발탁됐다.
히로시마의 주력 타자로 성장한 마루의 활약이 인정되면서 시즌 오프에 구단측은 등번호를 ‘63’에서 오가타 고이치의 은퇴 이후 비어 있던 등번호인 ‘9’번으로 변경하는 것을 발표했다.

#### 2014년
7년차 시즌에는 1년을 통해서 기대 이상의 활약을 보였고, 전체 144경기에 출전하여 타율 3할 1푼, 19홈런, 166안타를 기록하는 등 개인 최다 성적을 남겼다. 또 26개의 도루를 기록하여 베스트 나인에 처음으로 선정됐고 2년 연속 골든 글러브상을 수상하는 등 주루·공격·수비를 모두 갖춘 선수라는 이미지로 팬들을 각인시켰다. 그리고 리그 1위인 100개의 볼넷, 리그 2위의 출루율(.41925)를 기록하면서 뛰어난 선구안을 가졌다는 평가를 받았다.
시즌 종료 후인 10월 9일에 미일 야구 2014의 일본 대표팀 선수로 발탁됐고 등번호는 9번이 됐다.

#### 2015년
시즌 개막을 앞둔 2월 16일에 ‘GLOBAL BASEBALL MATCH 2015 사무라이 재팬 대 유럽 대표’의 일본 대표팀 선수로 발탁됐다. 7월 16일에는 제1회 WBSC 프리미어 12 일본 대표팀 1차 후보 선수로 발탁됐고 9월 10일에는 제1회 WBSC 프리미어 12의 일본 대표팀 후보 선수로 선출됐지만 최종 명단에 오르지는 못했다.
전 경기 출전을 이룬 2015년 시즌에는 홈런과 타점이 전년도와 비슷했지만 월간 타율이 1할과 3할을 기록하는 등의 부진을 겪으면서 타율은 2할 4푼 9리로 3년 만에 2할 4푼대의 타율을 기록했다. 특히 타격 폼이 시즌을 통해서 안정감을 되찾지 못했고 센트럴 리그 최악의 기록인 143개의 삼진을 기록했다. 또한 시즌 최종전인 10월 7일 주니치 드래곤스와의 경기에서 이 경기를 마지막으로 현역에서 은퇴하는 투수 야마모토 마사의 현역 마지막 상대 타자가 됐다.

## 에피소드

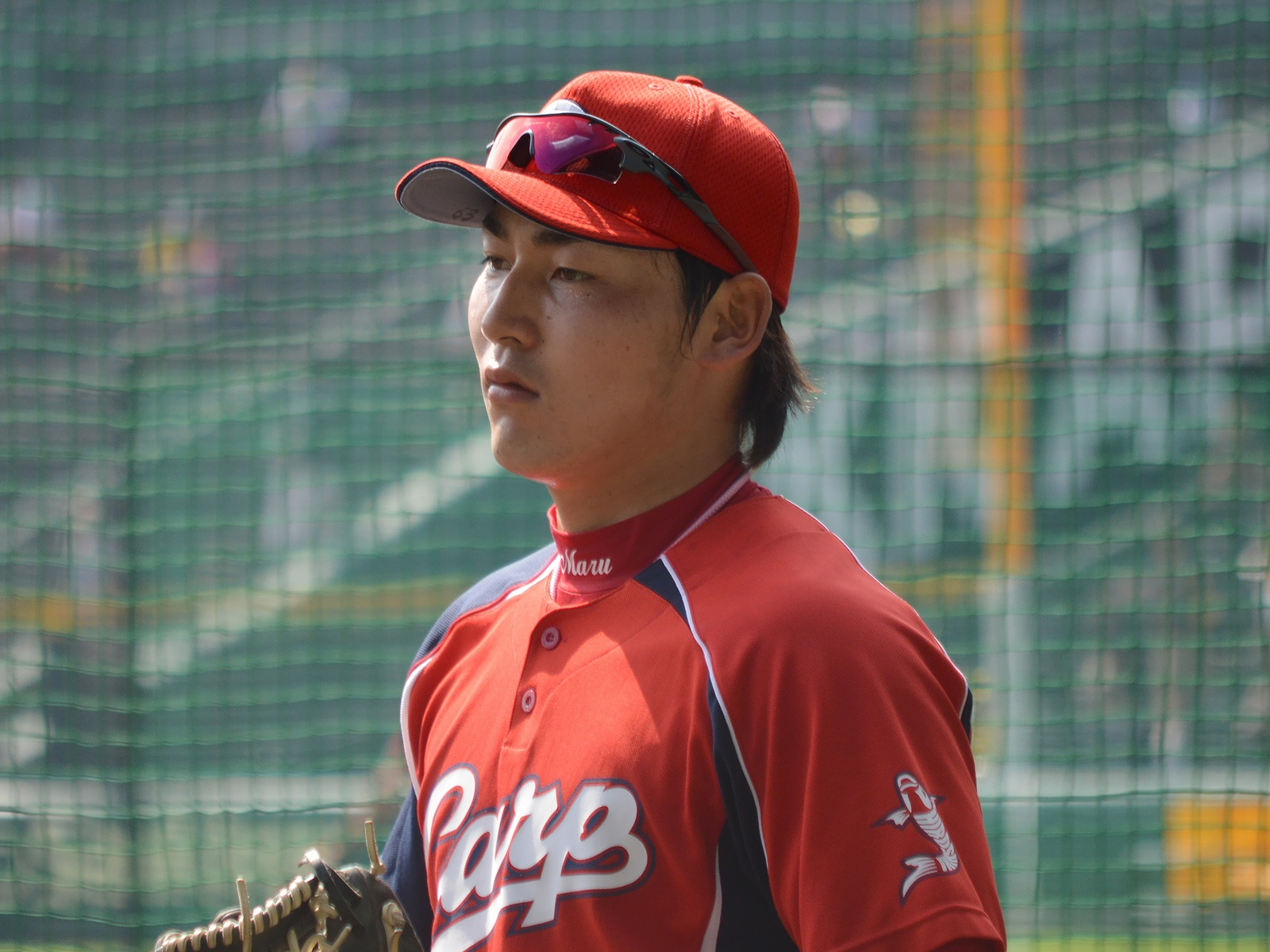
2013년 촬영

- 동경하는 선수는 마에다 도모노리인데 그 이유는 ‘투수를 잡아죽일 듯한 눈이 인상적’이라고 말했다.
- 얼굴이 크다는 것을 내세우고 있는데 2009년 ‘카프 팬 감사 데이’때 어느 기자가 무슨 질문을 할 때마다 ‘얼굴 크니까 열심히 노력하겠습니다!’하는 식으로 대답하는가 하면 2010년에 FUJIWARA·후지모토 도시후미 콤비의 개그 유행어로 알려진 ‘얼굴이 커서’를 연호하는 등 ‘얼굴’과 관련된 발언들을 남겼다.
- 본가는 이발소를 운영하고 있다.
- 클래식 음악을 좋아해서 자신의 등장곡으로 베토벤의 교향곡 7번과 라흐마니노프의 피아노 협주곡 2번 제3악장 등을 사용했다.[12]
- 좋아하는 만화는 《몽키턴》이다.

## 상세 정보

### 출신 학교
- 지바 경제대학 부속 고등학교

### 선수 경력
- 히로시마 도요 카프(2008년 ~ 2018년)
- 요미우리 자이언츠(2019년 ~ )

국가 대표 경력
- 2019년 WBSC 프리미어 12 일본 국가대표

### 수상·타이틀 경력

#### 타이틀
- 도루왕 : 1회(2013년)
- 최다 안타 : 1회(2017년)
- 최고 출루율 : 1회(2018년)

#### 수상
- MVP : 2회(2017년, 2018년) ※2년 연속 수상 기록은 센트럴 리그 최다 타이 기록[13]
- 베스트 나인 : 6회(2014년, 2016년 ~ 2020년) ※외야수 부문
- 골든 글러브상 : 7회(2013년 ~ 2019년) ※외야수 부문, 2013년에는 기쿠치 료스케, 아사무라 히데토와 함께 헤이세이 시대에 태어난 선수로서의 첫 수상
- 월간 MVP : 1회(2017년 6월) ※야수 부문
- JA 전농 Go·Go상 : 1회(최다 도루상 : 2012년 3·4월)[14]
- 월간 사요나라상 : 1회(2013년 7월)
- 센트럴·퍼시픽 교류전 우수 선수상(닛폰 생명상) : 1회(2017년)
- 호치 프로 스포츠 대상 : 1회(2019년)
- 감수포장(2021년[15])

### 개인 기록

#### 첫 기록
- 첫 출장 : 2010년 9월 12일, 대 요미우리 자이언츠 23차전(도쿄 돔), 9회초 2사에 나카타 렌의 대타로서 출장
- 첫 타석 : 상동, 9회초에 마크 크룬으로부터 2루 땅볼
- 첫 안타 : 2010년 9월 21일, 대 도쿄 야쿠르트 스왈로스 19차전(MAZDA Zoom-Zoom 스타디움 히로시마), 7회말에 이마이 게이스케의 대타로서 출장, 오시모토 다케히코로부터 좌전 안타
- 첫 타점 : 상동, 8회말에 와타나베 고키로부터 좌익수 희생 플라이
- 첫 도루 : 2010년 9월 29일, 대 요코하마 베이스타스 24차전(MAZDA Zoom-Zoom 스타디움 히로시마), 5회말에 3루 안착(투수: 야타로, 포수: 다케야마 신고)
- 첫 선발 출장 : 2010년 10월 2일, 대 한신 타이거스 23차전(MAZDA Zoom-Zoom 스타디움 히로시마), 6번·중견수로서 선발 출장
- 첫 홈런 : 2011년 4월 19일, 대 요코하마 베이스타스 1차전(요코하마 스타디움), 4회초에 오카 도모카즈로부터 우월 3점 홈런[16]

#### 기록 달성 경력
- 통산 100홈런 : 2017년 7월 6일, 대 요미우리 자이언츠 14차전(MAZDA Zoom-Zoom 스타디움 히로시마), 3회말에 하타케 세이슈로부터 중월 솔로 홈런 ※역대 284번째
- 통산 1000경기 출장 : 2018년 6월 8일, 대 도호쿠 라쿠텐 골든이글스 1차전(MAZDA Zoom-Zoom 스타디움 히로시마), 3번·중견수로 선발 출장 ※역대 492번째[17]
- 통산 1000안타 : 2018년 6월 30일, 대 요코하마 DeNA 베이스타스 9차전(요코하마 스타디움), 3회초에 아즈마 가쓰키로부터 중전 안타 ※역대 293번째[18]
- 통산 150홈런 : 2019년 4월 5일, 대 요코하마 DeNA 베이스타스 1차전(요코하마 스타디움), 1회초에 이마나가 쇼타로부터 좌중간 솔로 홈런 ※역대 171번째[19]
- 통산 1000삼진 : 2020년 7월 4일, 대 주니치 드래건스 2차전(도쿄 돔), 2회말에 요시미 가즈키로부터 ※역대 69번째[20]
- 통산 200홈런 : 2020년 10월 29일, 대 요코하마 DeNA 베이스타스 23차전(요코하마 스타디움), 2회초에 다이라 겐타로로부터 우월 솔로 홈런 ※역대 109번째[16]
- 통산 1500경기 출장 : 2022년 4월 29일, 대 한신 타이거스 7차전(도쿄 돔), 3번·중견수로 선발 출장 ※역대 200번째
- 통산 1500안타 : 2022년 5월 15일, 대 주니치 드래건스 9차전(도쿄 돔), 7회말에 야나기 유야로부터 우전 안타 ※역대 131번째[21]
- 통산 2루타 300개 : 2022년 9월 2일, 대 한신 타이거스 22차전(한신 고시엔 구장), 1회초에 니시 유키로부터 좌중간 2루타 ※역대 75번째, 헤이세이 시대에 태어난 선수로는 최초[22]
- 통산 250홈런 : 2022년 9월 11일, 대 히로시마 도요 카프 25차전(MAZDA Zoom-Zoom 스타디움 히로시마), 1회초에 엔도 아쓰시로부터 우월 2점 홈런 ※역대 68번째[23]
- 통산 1000볼넷 : 2023년 9월 25일, 대 요코하마 DeNA 베이스타스 23차전(요코하마 스타디움), 4회초에 오누키 신이치로부터 볼넷 ※역대 18번째[24]

#### 기타
- 전 구단으로부터 홈런: 2019년 4월 17일, 대 히로시마 도요 카프 5차전(후지사키다이 현영 야구장),8회말에 헤로니모 프란수아로부터 우월 2점 홈런 ※역대 34번째
- 올스타전 출장 : 6회(2013년 ~ 2017년, 2019년) ※2022년에도 선출됐으나 코로나19 확진으로 출전 포기[25]

### 등번호
- 63(2008년 ~ 2013년)
- 9(2014년 ~ 2018년, 2019년 프리미어 12)
- 8(2019년 ~ )

### 연도별 타격 성적
| 연 도       | 소 속       | 경 기 | 타 석 | 타 수 | 득 점 | 안 타 | 2 루 타 | 3 루 타 | 홈 런 | 루 타 | 타 점 | 도 루 | 도 루 자 | 희 생 번 | 희 생 플 | 볼 넷 | 고 4 | 사 구 | 삼 진 | 병 살 타 | 타 율 | 출 루 율 | 장 타 율 | O P S |
| ----------- | ----------- | ----- | ----- | ----- | ----- | ----- | ------- | ------- | ----- | ----- | ----- | ----- | -------- | -------- | -------- | ----- | ---- | ----- | ----- | -------- | ----- | -------- | -------- | ----- |
| 2010년      | 히로시마    | 14    | 22    | 19    | 1     | 3     | 0       | 0       | 0     | 3     | 1     | 1     | 0        | 0        | 1        | 2     | 0    | 0     | 7     | 0        | .158  | .227     | .158     | .385  |
| 2011년      | 히로시마    | 131   | 495   | 435   | 48    | 105   | 16      | 4       | 9     | 156   | 50    | 9     | 6        | 9        | 1        | 44    | 1    | 6     | 105   | 2        | .241  | .319     | .359     | .678  |
| 2012년      | 히로시마    | 106   | 339   | 283   | 26    | 70    | 10      | 4       | 4     | 100   | 22    | 14    | 6        | 5        | 3        | 46    | 0    | 2     | 59    | 4        | .247  | .353     | .353     | .707  |
| 2013년      | 히로시마    | 140   | 601   | 506   | 82    | 138   | 25      | 5       | 14    | 215   | 58    | 29    | 15       | 5        | 4        | 85    | 5    | 1     | 103   | 6        | .273  | .376     | .425     | .801  |
| 2014년      | 히로시마    | 144   | 644   | 536   | 106   | 166   | 30      | 5       | 19    | 263   | 67    | 26    | 11       | 0        | 4        | 100   | 3    | 4     | 95    | 12       | .310  | .419     | .491     | .910  |
| 2015년      | 히로시마    | 143   | 633   | 530   | 81    | 132   | 28      | 1       | 19    | 219   | 63    | 15    | 7        | 4        | 4        | 94    | 2    | 1     | 143   | 4        | .249  | .361     | .413     | .777  |
| 2016년      | 히로시마    | 143   | 652   | 557   | 98    | 162   | 30      | 8       | 20    | 268   | 90    | 23    | 9        | 1        | 3        | 84    | 1    | 7     | 107   | 9        | .291  | .389     | .481     | .870  |
| 2017년      | 히로시마    | 143   | 651   | 556   | 109   | 171   | 35      | 3       | 23    | 281   | 92    | 13    | 3        | 2        | 6        | 83    | 0    | 4     | 113   | 6        | .308  | .398     | .505     | .903  |
| 2018년      | 히로시마    | 125   | 566   | 432   | 109   | 132   | 22      | 0       | 39    | 271   | 97    | 10    | 10       | 0        | 1        | 130   | 8    | 3     | 130   | 5        | .306  | .468     | .627     | 1.096 |
| 2019년      | 요미우리    | 143   | 631   | 535   | 82    | 156   | 26      | 1       | 27    | 265   | 89    | 12    | 5        | 0        | 7        | 86    | 3    | 3     | 125   | 15       | .292  | .388     | .495     | .884  |
| 2020년      | 요미우리    | 120   | 491   | 423   | 63    | 120   | 31      | 1       | 27    | 234   | 77    | 8     | 4        | 3        | 2        | 63    | 4    | 0     | 101   | 3        | .284  | .375     | .553     | .928  |
| 2021년      | 요미우리    | 118   | 457   | 392   | 58    | 104   | 21      | 0       | 23    | 194   | 55    | 5     | 3        | 0        | 2        | 63    | 0    | 0     | 120   | 5        | .265  | .365     | .495     | .860  |
| 2022년      | 요미우리    | 143   | 607   | 525   | 81    | 143   | 31      | 1       | 27    | 257   | 65    | 6     | 7        | 1        | 0        | 80    | 1    | 1     | 88    | 8        | .272  | .370     | .490     | .859  |
| 2023년      | 요미우리    | 121   | 431   | 385   | 43    | 94    | 11      | 0       | 18    | 159   | 47    | 4     | 2        | 1        | 3        | 42    | 3    | 0     | 62    | 5        | .244  | .316     | .413     | .729  |
| 통산 : 14년 | 통산 : 14년 | 1734  | 7220  | 6114  | 987   | 1696  | 316     | 33      | 269   | 2885  | 873   | 175   | 88       | 31       | 41       | 1002  | 31   | 32    | 1358  | 84       | .277  | .380     | .472     | .852  |

- 2023년 시즌 종료 기준
- 굵은 글씨는 시즌 최고 성적.

### 연도별 타격 성적 소속 리그내에서의 순위
| 연 도 | 연 령 | 리 그       | 타 율 | 안 타 | 2 루 타 | 3 루 타 | 홈 런 | 타 점 | 도 루 | 출 루 율 | 볼 넷 |
| ----- | ----- | ----------- | ----- | ----- | ------- | ------- | ----- | ----- | ----- | -------- | ----- |
| 2010  | 21    | 센트럴 리그 | -     | -     | -       | -       | -     | -     | -     | -        | -     |
| 2011  | 22    | 센트럴 리그 | -     | -     | -       | 5위     | -     | -     | 9위   | -        | 9위   |
| 2012  | 23    | 센트럴 리그 | -     | -     | -       | 5위     | -     | -     | 10위  | -        | -     |
| 2013  | 24    | 센트럴 리그 | -     | 9위   | 9위     | 1위     | -     | -     | 1위   | 6위      | 4위   |
| 2014  | 25    | 센트럴 리그 | 9위   | 8위   | 6위     | 2위     | 9위   | -     | 3위   | 2위      | 1위   |
| 2015  | 26    | 센트럴 리그 | -     | -     | 7위     | -       | 6위   | 9위   | 8위   | 9위      | 1위   |
| 2016  | 27    | 센트럴 리그 | -     | 5위   | 2위     | 2위     | -     | 7위   | 5위   | 6위      | 3위   |
| 2017  | 28    | 센트럴 리그 | 5위   | 1위   | 4위     | 8위     | 8위   | 3위   | -     | 2위      | 4위   |
| 2018  | 29    | 센트럴 리그 | -     | -     | -       | -       | 2위   | 4위   | -     | 1위      | 1위   |
| 2019  | 30    | 센트럴 리그 | 9위   | 7위   | -       | -       | 10위  | 8위   | -     | 5위      | 4위   |
| 2020  | 31    | 센트럴 리그 | -     | 10위  | 1위     | -       | 4위   | 6위   | -     | 8위      | 3위   |
| 2021  | 32    | 센트럴 리그 | -     | -     | -       | -       | 7위   | -     | -     | 8위      | 5위   |
| 2022  | 33    | 센트럴 리그 | -     | 8위   | 4위     | -       | 3위   | -     | -     | 3위      | 2위   |
| 2023  | 34    | 센트럴 리그 | -     | -     | -       | -       | -     | -     | -     | -        | -     |

- 연도에서의 굵은 글씨는 규정 타석 도달 연도
- ‘-’는 10위 미만(타율은 규정 타석에 도달하지 않은 경우도 ‘-’와 표기)

### WBSC 프리미어 12에서의 타격 성적
| 연 도  | 대 표 | 경 기 | 타 석 | 타 수 | 득 점 | 안 타 | 2 루 타 | 3 루 타 | 홈 런 | 루 타 | 타 점 | 도 루 | 도 루 자 | 희 생 번 | 희 생 플 | 볼 넷 | 고 4 | 몸 맞 | 삼 진 | 병 살 타 | 타 율 | 출 루 율 | 장 타 율 |
| ------ | ----- | ----- | ----- | ----- | ----- | ----- | ------- | ------- | ----- | ----- | ----- | ----- | -------- | -------- | -------- | ----- | ---- | ----- | ----- | -------- | ----- | -------- | -------- |
| 2019년 | 일본  | 8     | 35    | 28    | 2     | 6     | 3       | 0       | 0     | 9     | 3     | 0     | 0        | 2        | 0        | 5     | 0    | 0     | 7     | 1        | .214  | .333     | .321     |

- 굵은 글씨는 대회 최고 성적

### 연도별 수비 성적
| 연도        | 소속        | 외야  | 외야  | 외야  | 외야  | 외야  | 외야     |
| 연도        | 소속        | 경 기 | 척 살 | 보 살 | 실 책 | 병 살 | 수 비 율 |
| ----------- | ----------- | ----- | ----- | ----- | ----- | ----- | -------- |
| 2010        | 히로시마    | 9     | 11    | 0     | 0     | 0     | 1.000    |
| 2011        | 히로시마    | 126   | 252   | 5     | 2     | 2     | .992     |
| 2012        | 히로시마    | 95    | 142   | 5     | 4     | 0     | .974     |
| 2013        | 히로시마    | 136   | 256   | 1     | 2     | 1     | .992     |
| 2014        | 히로시마    | 144   | 293   | 8     | 2     | 2     | .993     |
| 2015        | 히로시마    | 143   | 273   | 6     | 1     | 0     | .996     |
| 2016        | 히로시마    | 143   | 284   | 5     | 2     | 1     | .993     |
| 2017        | 히로시마    | 143   | 274   | 1     | 2     | 0     | .993     |
| 2018        | 히로시마    | 122   | 230   | 1     | 1     | 0     | .996     |
| 2019        | 요미우리    | 141   | 285   | 2     | 2     | 0     | .993     |
| 2020        | 요미우리    | 119   | 210   | 2     | 3     | 0     | .986     |
| 2021        | 요미우리    | 116   | 234   | 4     | 0     | 2     | 1.000    |
| 2022        | 요미우리    | 143   | 275   | 1     | 1     | 0     | .996     |
| 2023        | 요미우리    | 111   | 190   | 0     | 1     | 0     | .995     |
| 통산 : 14년 | 통산 : 14년 | 1691  | 3209  | 41    | 23    | 8     | .993     |

- 2023년 시즌 종료 기준.
- 굵은 글씨는 시즌 최고 성적.
- 연도에서의 굵은 글씨는 골든 글러브상 수상 연도.